# 美濃白鳥駅バスターミナル
美濃白鳥駅バスターミナル（みのしろとりバスターミナル）は、岐阜県郡上市白鳥町白鳥の美濃白鳥駅にある白鳥交通のバスターミナルである。過去には当バスターミナルより岐阜乗合自動車やジェイアール東海バス(国鉄バス)によって名古屋・白川郷・金沢方面直通バスや越美線の未成区間を結ぶジェイアール東海バス(国鉄バス)大野線が運行されていた。

## 乗り入れる路線

### 白鳥交通
- 郡上八幡白鳥線　郡上大島・郡上徳永・城下町プラザ・八幡駅方面 (平日の朝、一部便は城下町プラザを経由しない。)
- 郡上八幡万場線　越佐口・万場・八幡駅方面

郡上八幡白鳥線と郡上八幡万場線の違いは、前者は国道156号線経由なのに対し後者は鷲見病院前から河辺の間は県道52号白鳥板取線経由であることと、全便城下町プラザを経由しないという違いのみである。
- 白鳥ひるがの線　北濃・正ヶ洞・ひるがの高原方面
- 石徹白線(一部デマンドバス)　阿弥陀ケ滝・石徹白方面
- 白鳥交通白鳥町デマンドバス　阿多岐・六ノ里・大間見・干田野各ルート

石徹白線・デマンドバスは日曜・祝日・１月１日～１月３日は運休（大間見・干田野ルートは土曜も運休）

## 過去に乗り入れていた路線

### 岐阜バス
岐阜バスは当ターミナルを郡上白鳥と称していた。
- 高速八幡線 JR岐阜・名鉄岐阜方面(2019年9月30日限りで廃止)
- 荘川八幡線 牧戸・桜の郷荘川方面（2010年9月30日限りで廃止）
- 八幡白鳥線 八幡営業所・城下町プラザ・八幡駅前方面

### JR東海バス

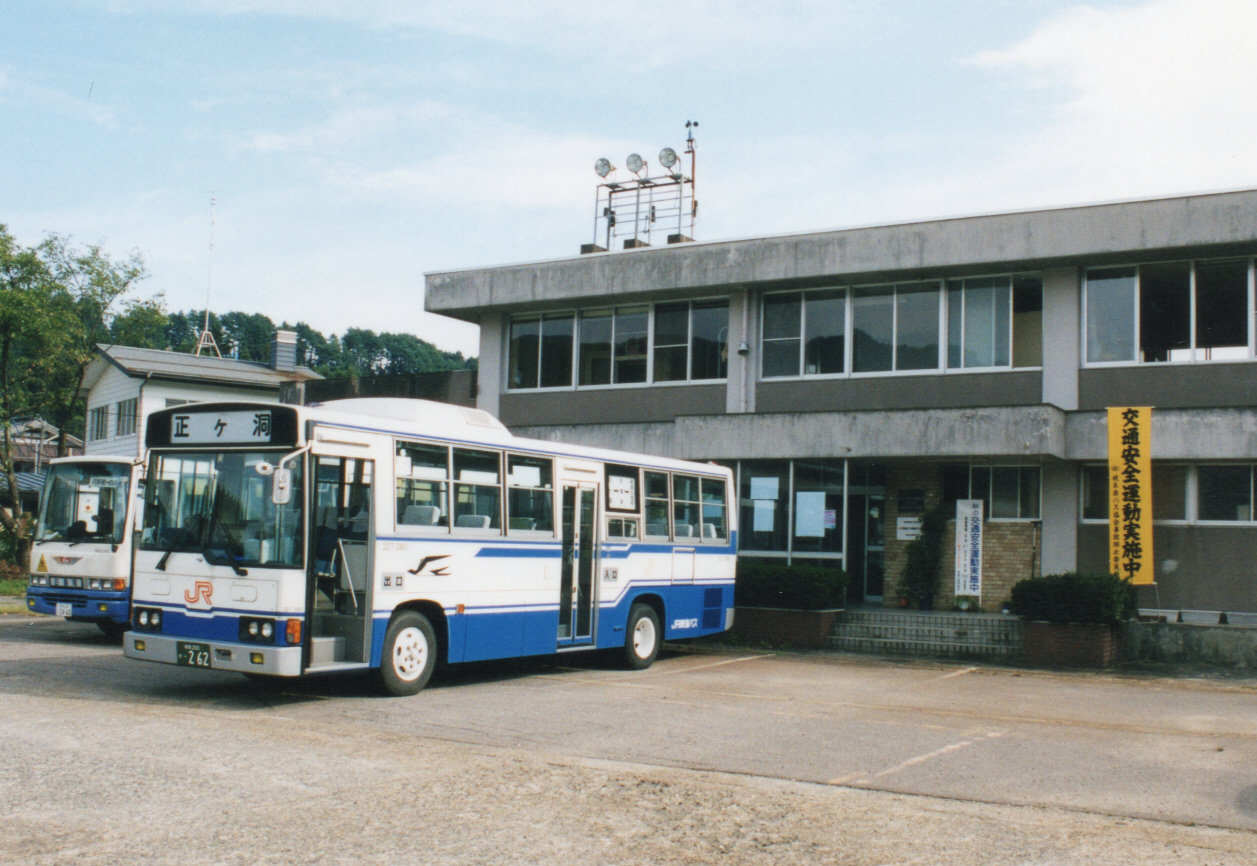
美濃白鳥営業所

名金急行線 岐阜駅・名古屋駅・牧戸・白川郷・鳩ヶ谷方面
- 大野線 九頭竜湖駅 行き

### 名古屋鉄道 （現 名鉄バス）
- 五箇山号 名鉄バスセンター・白川郷・金沢駅方面

### 郡上市自主運行バス
- 石徹白線 阿弥陀ケ滝・石徹白方面　(平成26年4月1日より白鳥交通に移管)